# Mattias Håkansson
Mattias Bo-Erik Håkansson (20 febbraio 1993) è un calciatore svedese, centrocampista dell'IFK Karlshamn.

## Carriera

### Club
Håkansson ha cominciato la carriera con la maglia del Mjällby. Il 6 agosto 2012 ha esordito in Allsvenskan, subentrando a Pär Ericsson nella vittoria per 0-1 sul campo dell'Örebro.
Il 30 marzo 2014 ha realizzato la prima rete nella massima divisione svedese, nel pareggio casalingo per 2-2 contro il Gefle. Al termine di quella stagione, il Mjällby è retrocesso in Superettan, ma Håkansson vi è rimasto in forza per un'ulteriore stagione.
Il 17 dicembre 2015, il Trelleborg ha annunciato l'ingaggio di Håkansson, che ha firmato un contratto biennale col nuovo club. Il 4 aprile 2016 ha quindi debuttato con il nuovo club, in Superettan: è stato schierato titolare nel pareggio per 0-0 contro l'IFK Värnamo. L'11 maggio seguente ha trovato la prima rete in squadra, nel pareggio per 2-2 contro l'Örgryte.
In vista della stagione 2022, Håkansson si è trasferito ai norvegesi del Levanger, in 2. divisjon.

## Statistiche

### Presenze e reti nei club
Statistiche aggiornate al 28 febbraio 2023.
| Stagione          | Club              | Campionato        | Campionato | Campionato | Coppe nazionali | Coppe nazionali | Coppe nazionali | Coppe continentali | Coppe continentali | Coppe continentali | Supercoppe | Supercoppe | Supercoppe | Totale | Totale |
| Stagione          | Club              | Comp              | Pres       | Reti       | Comp            | Pres            | Reti            | Comp               | Pres               | Reti               | Comp       | Pres       | Reti       | Pres   | Reti   |
| ----------------- | ----------------- | ----------------- | ---------- | ---------- | --------------- | --------------- | --------------- | ------------------ | ------------------ | ------------------ | ---------- | ---------- | ---------- | ------ | ------ |
| 2012              | Mjällby           | A                 | 1          | 0          | CS              | 1               | 0               | -                  | -                  | -                  | -          | -          | -          | 2      | 0      |
| 2013              | Mjällby           | A                 | 17         | 0          | CS              | 4               | 0               | -                  | -                  | -                  | -          | -          | -          | 21     | 0      |
| 2014              | Mjällby           | A                 | 27         | 4          | CS              | 3               | 1               | -                  | -                  | -                  | -          | -          | -          | 30     | 5      |
| 2015              | Mjällby           | S                 | 28+2       | 1+0        | CS              | 0               | 0               | -                  | -                  | -                  | -          | -          | -          | 28+2   | 1      |
| Totale Mjällby    | Totale Mjällby    | Totale Mjällby    | 73+2       | 5          |                 | 8               | 1               |                    | -                  | -                  |            | -          | -          | 83     | 6      |
| 2016              | Trelleborg        | S                 | 23         | 3          | CS              | 5               | 1               | -                  | -                  | -                  | -          | -          | -          | 28     | 4      |
| 2017              | Trelleborg        | S                 | 27+2       | 3+0        | CS              | 4               | 0               | -                  | -                  | -                  | -          | -          | -          | 33     | 3      |
| 2018              | Trelleborg        | A                 | 0          | 0          | CS              | 0               | 0               | -                  | -                  | -                  | -          | -          | -          | 0      | 0      |
| 2019              | Trelleborg        | S                 | 22         | 3          | CS              | 1               | 0               | -                  | -                  | -                  | -          | -          | -          | 23     | 3      |
| 2020              | Trelleborg        | S                 | 27+2       | 2+1        | CS              | 5               | 2               | -                  | -                  | -                  | -          | -          | -          | 34     | 5      |
| 2021              | Trelleborg        | S                 | 27         | 3          | CS              | 1               | 1               | -                  | -                  | -                  | -          | -          | -          | 28     | 4      |
| Totale Trelleborg | Totale Trelleborg | Totale Trelleborg | 126+4      | 14+1       |                 | 16              | 4               |                    | -                  | -                  |            | -          | -          | 146    | 19     |
| 2022              | Levanger          | 2D                | 24         | 0          | CN              | 2               | 0               | -                  | -                  | -                  | -          | -          | -          | 26     | 0      |
| Totale            | Totale            | Totale            | 223+6      | 19+1       |                 | 26              | 5               |                    | -                  | -                  |            | -          | -          | 255    | 25     |